# 22 أكتوبر
- السبت
- الأحد
- الاثنين
- الثلاثاء
- الأربعاء
- الخميس
- الجمعة

- 275 ربيع الآخر 1447  هـ
- 286 ربيع الآخر 1447  هـ
- 297 ربيع الآخر 1447  هـ
- 308 ربيع الآخر 1447  هـ
- 19 ربيع الآخر 1447  هـ
- 210 ربيع الآخر 1447  هـ
- 311 ربيع الآخر 1447  هـ
- 412 ربيع الآخر 1447  هـ
- 513 ربيع الآخر 1447  هـ
- 614 ربيع الآخر 1447  هـ
- 715 ربيع الآخر 1447  هـ
- 816 ربيع الآخر 1447  هـ
- 917 ربيع الآخر 1447  هـ
- 1018 ربيع الآخر 1447  هـ
- 1119 ربيع الآخر 1447  هـ
- 1220 ربيع الآخر 1447  هـ
- 1321 ربيع الآخر 1447  هـ
- 1422 ربيع الآخر 1447  هـ
- 1523 ربيع الآخر 1447  هـ
- 1624 ربيع الآخر 1447  هـ
- 1725 ربيع الآخر 1447  هـ
- 1826 ربيع الآخر 1447  هـ
- 1927 ربيع الآخر 1447  هـ
- 2028 ربيع الآخر 1447  هـ
- 2129 ربيع الآخر 1447  هـ
- 2230 ربيع الآخر 1447  هـ
- 231 جمادى الأولى 1447  هـ
- 242 جمادى الأولى 1447  هـ
- 253 جمادى الأولى 1447  هـ
- 264 جمادى الأولى 1447  هـ
- 275 جمادى الأولى 1447  هـ
- 286 جمادى الأولى 1447  هـ
- 297 جمادى الأولى 1447  هـ
- 308 جمادى الأولى 1447  هـ
- 319 جمادى الأولى 1447  هـ

22 أكتوبر أو 22 تشرين الأوَّل أو يوم 22 \ 10 (اليوم الثاني والعشرين من الشهر العاشر) هو اليوم الخامس والتسعين بعد المئتين (295) من السنة، أو السادس والتسعين بعد المئتين (296) في السنوات الكبيسة، وفقًا للتقويم الميلادي الغربي (الغريغوري). يبقى بعده 70 يومًا على انتهاء السنة.

## أحداث
- 1797 - أول محاولة ناجحة للقفز بالمظلة قام بها ‹أندري جاك غارنوران› مستعينًا بمنطاد هوائي.
- 1859 - بدء التدخل الإسباني في المغرب.
- 1873 - عقد تحالف بين الإمبراطوريات الألمانية والروسية والنمساوية المجرية.
- 1907 - الإعلان عن تأسيس الحزب الوطني المصري برئاسة مصطفى كامل.
- 1940 - إيطاليا تعلن الحرب على اليونان في الحرب العالمية الثانية.
- 1956 - اختطاف طائرة مغربية كانت تقل زعماء الثورة الجزائرية وهم أحمد بن بلة وخمسة من رفاقه.
- 1962 - الرئيس الأمريكي جون كينيدي يعلن في خطاب متلفز فرض حصار بحري وجوي على كوبا وذلك بعد أن نشر الاتحاد السوفيتي صواريخ نووية فيها وهو ما عرف بأزمة الصواريخ الكوبية.
- 1964 - الأديب الفرنسي جان بول سارتر يرفض استلام جائزة نوبل في الأدب.
- 1989 - النواب اللبنانيون يصادقون على اتفاق الطائف.
- 1990 - الجمعية الجغرافية الملكية البريطانية تكشف عن أن المنطقة المدمرة بيئيًا حول بحر آرال تمثل أسوأ كارثة بيئية في العالم، إذ توقع العلماء أن البحر سيتلاشى في غضون 25 سنة.
- 2001 - إسرائيل تغتال قائد كتائب القسام في نابلس أيمن حلاوة بعد تفخيخ السيارة التي كان يستقلها.
- 2008 - سفير الكويت لدى العراق علي المؤمن يقدم أوراق اعتماده إلى الرئيس العراقي جلال طالباني ليكون أول سفير كويتي في العراق منذ غزو العراق للكويت في 2 أغسطس 1990.
- 2015 -
  - شاب سويدي يهاجم مدرسة في مدينة ترولهاتن السويدية ويقتل شخصين ويصيب آخرين ثم يُقتل أثناء محاولة اعتقاله.
  - قوات أمريكية وكردية تقوم بعملية إنزال جوي على معتقل لتنظيم داعش قرب الحويجة وتحرر حوالي 70 معتقلا.
- 2017 - السلطات اليابانية تخلي أكثر من 380 ألف شخص من منازلهم تحسباً لإعصار لان.
- 2018 - العثور على سلسلة من الطرود المفخخة تستهدف معارضي الرئيس الأمريكي دونالد ترامب.
- 2020 - إغتيال الشيخ محمد عدنان الأفيوني بانفجار عبوة ناسفة في سيارته.

## مواليد
- 1858 - محمد مجدي باشا، عالِم حقوقي مصري.
- 1870 - إيفان بونين، كاتب روسي حاصل على جائزة نوبل في الأدب عام 1933.
- 1881 - كلنتون دافيسون، عالم فيزياء أمريكي حاصل على جائزة نوبل في الفيزياء عام 1937.
- 1903 - جورج بيدل، عالم أمريكي في علم الأحياء حاصل على جائزة نوبل في الطب عام 1958.
- 1915 - إسحاق شامير، رئيس وزراء إسرائيل السابع.
- 1919 - دوريس ليسينغ، كاتبة بريطانية حاصلة على جائزة نوبل في الأدب عام 2007.
- 1929 - ليف ياشين، حارس مرمى كرة قدم سوفيتي.
- 1938 - كرستوفر لويد، ممثل أمريكي.
- 1943 - كاترين دينوف، ممثلة فرنسية.
- 1949 - أرسين فينغر، لاعب ومدرب كرة قدم فرنسي.
- 1952 - جيف غولدبلوم، ممثل أمريكي.
- 1953 - فاطمة التابعي، ممثلة مصرية.
- 1958 - حسين القلاف، سياسي كويتي.
- 1964 - باول مكستاي، لاعب كرة قدم اسكتلندي.
- 1966 - سهير أياد، ممثلة عراقية.
- 1973 - أندريس بالوب، لاعب كرة قدم إسباني.
- 1975 - ميشيل سالغادو، لاعب كرة قدم إسباني.
- 1979 - هيفاء حسين، ممثلة بحرينية.
- 1980 - فاطمة الطباخ، مذيعة وممثلة كويتية.
- 1991 - عيسى ماندي، لاعب كرة قدم جزائري.

## وفيات
- 741 - كارل مارتل، مؤسس الإمبراطورية الكارولنجية.
- 1383 - الملك فرناندو الأول، ملك مملكة البرتغال.
- 1906 - بول سيزان، رسام فرنسي.
- 1941 - توفيق حبيب مليكة، صحفي وكاتب مصري.
- 1986 - ألبرت ناجيرابولت، عالم فيزيولوجيا هنغاري حاصل على جائزة نوبل في الطب عام 1937.
- 2001 - أيمن حلاوة، مجاهد فلسطيني وقائد كتائب القسام في نابلس.
- 2007 - إيف كوري، كاتبة فرنسية.
- 2008 - براك المرزوق، رئيس ديوان المحاسبة الكويتي.
- 2011 - الأمير سلطان بن عبد العزيز آل سعود، ولي العهد النائب الأول لرئيس مجلس الوزراء ووزير الدفاع والطيران والمفتش العام في المملكة العربية السعودية.
- 2012 - عفيفة إسكندر، مغنية عراقية.
- 2020 - الشيخ محمد عدنان الأفيوني، داعية سوري ومفتي دمشق وريفها.
- 2021 -
  - سمير صبيح، شاعر عراقي.
  - موسى كمال، عالم هندسة كيميائية فلسطيني كندي.

## أعياد ومناسبات
- اليوم العالمي للتأتأة.

## وصلات خارجية
- BBC: حدث في مثل هذا اليوم.
- النيويورك تايمز: حدث في مثل هذا اليوم.